# Bogusław Kołcz

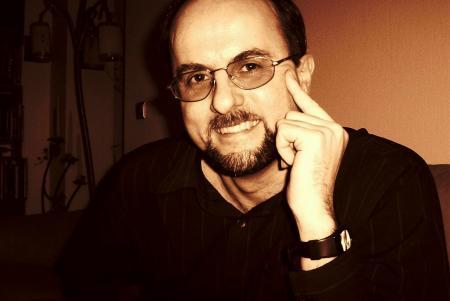
Bogusław Kołcz

Bogusław Kołcz (ur. 17 grudnia 1963 w Nowym Sączu) – polski polonista, współautor podręczników szkolnych, publicysta oświatowy, profesor oświaty od 2008.

## Życiorys
Ukończył studia z filologii polskiej na Uniwersytecie Jagiellońskim (1987) r.; studia podyplomowe w zakresie organizacji i zarządzania oświatą (2004).
Nauczyciel języka polskiego w Zespole Szkół Ekonomicznych i III LO w Nowym Sączu 1987-1991, dyrektor IV Liceum Ogólnokształcącego, a następnie Zespołu Szkół nr 4 (IV LO i Gimnazjum nr 4) im. Króla Bolesława Chrobrego w Nowym Sączu 1991-2004, dyrektor Akademickiego Liceum i Gimnazjum im. Króla Bolesława Chrobrego (szkoły niepublicznej prowadzonej przez Wyższą Szkołę Biznesu – National-Louis University w Nowym Sączu od 1 września 2001), a następnie Zespołu Szkół Akademickich (obejmującego Akademicką Szkołę Podstawową, Gimnazjum i Liceum) im. Króla Bolesława Chrobrego w Nowym Sączu (od 26 VI 2012 r.). Popularyzator wiedzy o Kresach Wschodnich i organizator Izby Lwowskiej, noszącej imię Jerzego Masiora. Organizator i pionier autorskich wycieczek polonistycznych dla licealistów szlakami literatury i kultury światowej (Europa, Azja, Afryka, Ameryka). Inicjator znanego w kraju Przytuliska dla Książek w Nowym Sączuoraz przygotowanego z rozmachem i uruchomionego z udziałem dyplomatów w 2025 roku Zaułka Egipskiego, służącego rozwijaniu wiedzy historycznej i kulturoznawczej w szkole.
Członek Komisji ds. Dydaktyki Szkolnej i Uniwersyteckiej Komitetu Nauk o Literaturze Polskiej PAN w Warszawie 1994-1996, członek Rady Redakcji „Języka Polskiego w Szkole Średniej” 1996, członek Rady Naukowej „Kwartalnika Polonistycznego” od 2007, członek Kolegium Redakcyjnego "Almanachu Łąckiego" od 2024, twórca programów nauczania, autor kilkudziesięciu publikacji z zakresu nauczania literatury i języka polskiego, innowacji pedagogicznych, nowatorskich metod kształcenia (oświata niepubliczna) oraz edukacji regionalnej. Przewodniczący NSZZ „Solidarność” Oświaty Szkół Średnich w Nowym Sączu 1990, sekretarz i członek, a następnie wiceprezes Zarządu Towarzystwa Gimnastycznego „Sokół” w Nowym Sączu, wiceprezes Oddziału Towarzystwa Miłośników Lwowa i Kresów Południowo-Wschodnich w Nowym Sączu. Przewodniczący Zespołu Języka Polskiego Wojewódzkiej Komisji Egzaminów Szkolnych w Nowym Sączu („Nowa Matura” 1996-1997), egzaminator egzaminu maturalnego z języka polskiego.

## Wybrane prace
Współautor (z Witoldem Bobińskim i Anną Janus-Sitarz) podręczników „Barwy epok. Kultura i literatura” do języka polskiego w liceum ogólnokształcącym, liceum profilowanym i technikum (WSiP Warszawa, cz. 1-3, 2002-2004; VII wydanie 2009,IX wydanie 2012), współautor (z Jadwigą Kowalikową i Urszulą Żydek-Bednarczuk) programu nauczania języka polskiego „Barwy epok” (wyd. WSiP Warszawa 2002), autor rozdziałów i fragmentów w: podręczniku metodycznym „Kompetencje szkolnego polonisty 2” (red. Bożena Chrząstowska, Warszawa 1997), podręcznikach języka polskiego do gimnazjum („Czytam świat”, Kielce 2001; „Naucz się dziwić”, Poznań 2003) „Słowniku literatury popularnej” pod red. Tadeusza Żabskiego, Wrocław 1997, 2006; autor publikacji regionalnych i recenzji w „Roczniku Sądeckim”, współautor (z Piotrem Droździkiem) albumów: „Nowy Sącz z kadru i pamięci”, Nowy Sącz 2012; „Nowy Sącz na starej pocztówce”, Nowy Sącz 2012; „Nowy Sącz – jeśli zapomnę o nich... Cmentarz Komunalny w Nowym Sączu 1889–2014”, Nowy Sącz 2014. Redaktor Nowej Encyklopedii Sądeckiej Jerzego Leśniaka, Nowy Sącz 2017, autor książki biograficznej Zakochany w Sączu. Jerzy Leśniak (1957-2017), Nowy Sącz 2018.   

### Wybrane artykuły z dziedziny metodyki nauczania
- Bogusław Kołcz, Uryga Zenon: Wnioski Zjazdu Polonistów „Wiedza o literaturze i edukacja” (22-25 maja 1995 r. w Warszawie), „Polonistyka” 1995, nr 8
- Bogusław Kołcz: Egzorcyzmy w szkole. O uczeniu kiczem, „Polonistyka” 1994, nr 3
- Bogusław Kołcz: Co można usłyszeć. Wśród ściąg i bryków, „Polonistyka” 1993, nr 2
- Bogusław Kołcz: Jak oswajać poezję (Liryka miłosna w pierwszej klasie licealnej), „Polonistyka” 1993, nr 1
- Bogusław Kołcz: „Nie bądź bezpieczny. Poeta pamięta” - scenariusz lekcji poświęconej motywom tyrtejskim w literaturze polskiej do wykorzystania na lekcjach w klasie II i IV liceum, „Język Polski w Szkole Średniej” 1992, z. 3
- Bogusław Kołcz: Świat według Flauberta. „Pani Bovary” po latach, „Polonistyka” 1994, nr 4
- Bogusław Kołcz: „Szał” z wideo. Techniki audiowizualne na lekcji polskiego, „Warsztaty Polonistyczne” 1994, nr 1.
- Bogusław Kołcz: "Odkrywanie polskości, czyli budowanie obszaru tęsknot" [w:] "Twórczość i tworzenie w edukacji polonistycznej", red. Anna Janus-Sitarz, Universitas Kraków 2012, s. 297-327, Seria Wydziału Polonistyki Uniwersytetu Jagiellońskiego: Edukacja nauczycielska polonisty, red. Anna Janus-Sitarz, T.XIV[16]
- Bogusław Kołcz: Aby książki żyły na półkach. Przytulisko dla Książek w Nowym Sączu, „Almanach Łącki" 2023, nr 38[17]

## Nagrody i odznaczenia
- Nagroda Ministra Edukacji Narodowej (1999, 2002)
- Srebrny Krzyż Zasługi (2002)
- Złoty Krzyż Zasługi (2010)
- Medal Komisji Edukacji Narodowej (2003),
- Krzyż II Obrony Lwowa
- Złota Odznaka Honorowa Towarzystwa Miłośników Lwowa i Kresów Południowo-Wschodnich.
- Tytuł "Sądeczanin Roku" 2023[18]
- Denar św. Małgorzaty 2025[19]
- Złote Jabłko Sądeckie 2025[20]